# КАМАЗ
„КАМАЗ“ (акроним от рус. Камский автомобильный завод) e компания, производител на дизелови камиони, автобуси, трактори, комбайни, електроагрегати, мини-електростанции. Основните мощности на компанията са разположени в гр. Набережние Челни, Татарстан, Русия.
„КамАЗ“ представя първия си модел през 1976, а неговите тежкотоварни машини се използват, освен в ОНД, и в много страни от Източна Европа, Китай, Куба, Индонезия, Северна Африка и мн. др. Камионите „Камаз“ са характерни със своя прост дизайн и здрав облик.

## История
През 1969 Централният комитет на Комунистическата партия на Съветския съюз и Министерският съвет на СССР решават да започне строежът на заводи за производство на тежкотоварни превозни средства в Набережние Челни.
Първият модел „КамАЗ“ излиза от конвейера на 16 февруари 1976. На 14 април 1993 г. пожар унищожава завода за двигатели. До 2005 г. „КамАЗ“ притежава значителен дял от ЗМА („Завод малолитражных автомобилей“), производител на малкия автомобил „Ока“ („ВАЗ-1111“).

## Развитие на производството и партньорство
През 2015 г. КамАЗ започва сглобяване на автомобили Mercedes-Benz от моделите Mercedes-Benz Sprinter, Mercedes-Benz Axor и Mercedes-Benz Actros от доставяни вносни комплектуващи части, а също и на нов модел под марката KAMAZ, частично състояща се от резервни части за Mercedes, с план максимално да се локализира производството и да се заменят немските двигатели с нови двигатели собствена разработка.
През 2017 г. на територията на основния завод на КамАЗ започва строителство на нов цех.

## Спорт
Отборът на компанията, „КамАЗ-мастер“, взема активно участие в различни ралита по целия свят. Камионите „КамАЗ“ печелят 12 пъти Рали Дакар в категорията „Камиони“.

## Фирмени означения
ПАО „КАМАЗ“ от 1973 г. насам е притежател на търговските марки КамАЗ и KAMAZ, а от 1987 г. – на комбинираната търговска марка KAMAZ с изображение на див степен кон.
Използваното преди наименование „КамАЗ“ вече не се употребява.

## Модели
До 2006 г. „КАМАЗ“ произвежда следните модели:
- KAMAZ 65202
- KAMAZ 6540
- KAMAZ 6522
- KAMAZ 55111
- KAMAZ 65115
- KAMAZ 65111
- KAMAZ 53605
- KAMAZ 43253
- KAMAZ 43118
- KAMAZ 43114
- KAMAZ 4310
- KAMAZ 65117
- KAMAZ 53215
- KAMAZ 4326
- KAMAZ 4911
- KAMAZ 4308
- KAMAZ 53205
- KAMAZ 53229
- KAMAZ 53228
- KAMAZ 54115
- KAMAZ 5460
- KAMAZ 65116
- KAMAZ 6460
- KAMAZ 44108
- KAMAZ 65225 kamaz 905698
- Kamaz BPM-97

## Тривия
КАМАЗ е споменат в петата книга от поредицата „39-те ключа“ „Черният кръг“ като камион с всякакви добавки като щитове и дванадесет предавки.